# Bernhard Schneider (Richter)
Bernhard Schneider (* 4. Januar 1957 in Nürnberg) ist ein deutscher Jurist. Er war von April 2009 bis Dezember 2022 Richter am Bundesgerichtshof.

## Leben
Im Anschluss an seine juristische Ausbildung trat Schneider 1986 in den höheren Justizdienst des Freistaates Bayern ein. Dort wurde er 1989 zum Staatsanwalt als Lebenszeitbeamter an der Staatsanwaltschaft Nürnberg-Fürth ernannt und anschließend als Richter an das Landgericht Nürnberg-Fürth versetzt. Von hier aus war Schneider von 1992 bis 1994 an den Bundesgerichtshof als wissenschaftlicher Mitarbeiter abgeordnet. An diese Abordnung schloss sich für Schneider 1996 eine Versetzung an das Amtsgericht München an, von wo aus er zum Richter am Oberlandesgericht München befördert wurde. Von dort kehrte er 2003 als weiterer aufsichtsführender Richter an das Amtsgericht München zurück, wurde 2006 aber erneut an das Oberlandesgericht München versetzt.
Zum 1. April 2009 wurde Schneider zum Richter am Bundesgerichtshof ernannt und dem VIII. Zivilsenat zugewiesen. Dieser Senat befasst sich in erster Linie mit dem Kauf- sowie dem Wohnraummietrecht. Daneben bekleidet Schneider nunmehr das Amt des Ermittlungsrichters I am Bundesgerichtshof. Schneider trat am 31. Dezember 2022 in den Ruhestand.